# Waldkirch (Adelsgeschlecht)
Waldkirch ist der Name eines adeligen, ab 1790 reichsgräflichen Geschlechts, entstammend eines alten Bürgergeschlechts der Stadt Schaffhausen in der Schweiz.

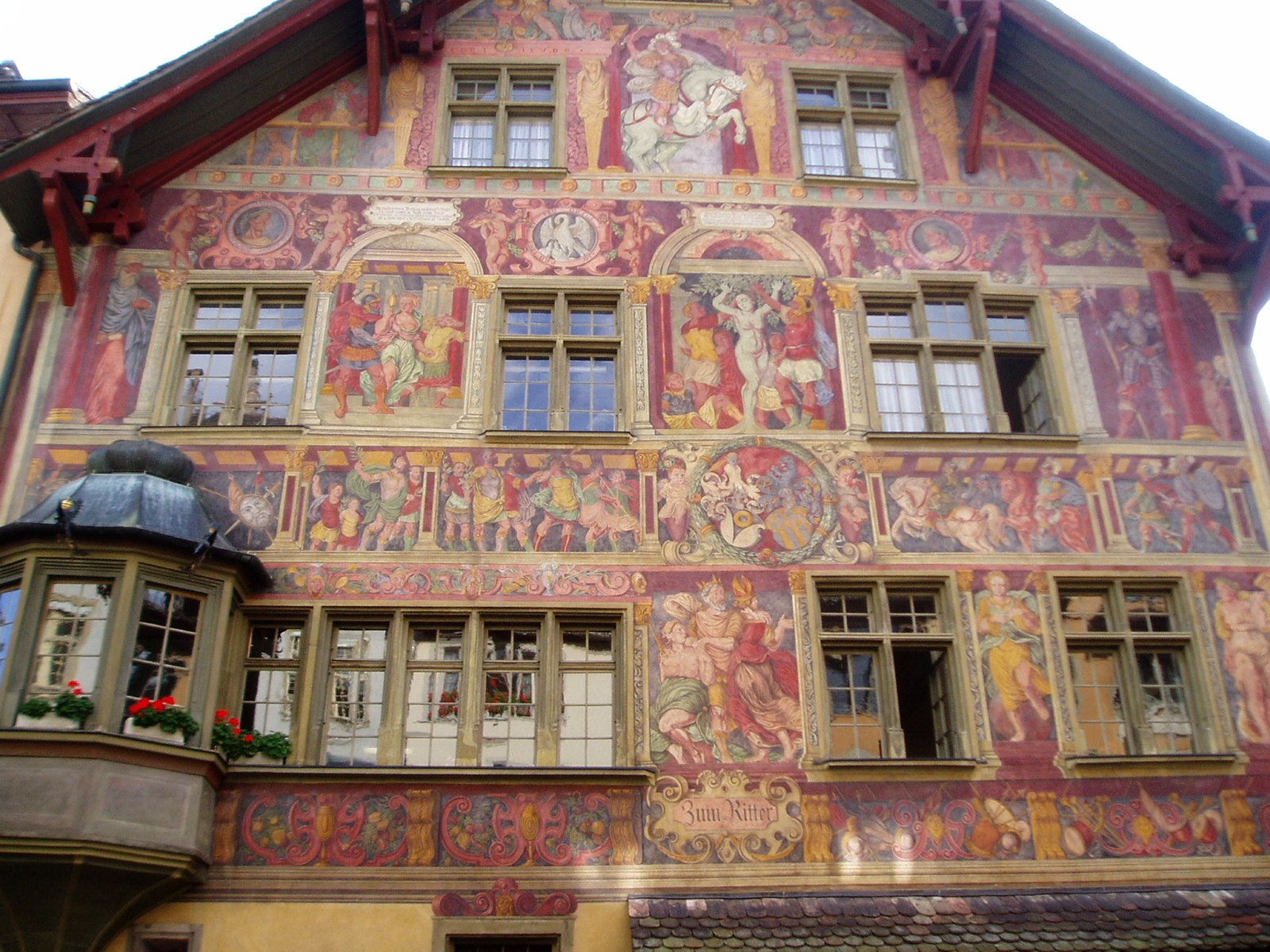
"Haus zum Ritter" in Schaffhausen

## Geschichte

### Ursprung
Die Waldkirch waren ein Ratsherrengeschlecht der Stadt Schaffhausen. In den Quellen des 14. Jahrhunderts kommen sie nur unter ihrer Berufsbezeichnung Goldschmied vor.
Als Ahnherr gilt Heinrich Goldschmid, genannt Waldkirch, der 1405 urkundlich erscheint. Von 1487 datiert der Adels- und Wappenbrief von Kaiser Friedrich III. für Konrad Waldkirch (urkundlich 1477–† 1512), Bürgermeister von Schaffhausen, der 1509 für 295 Gulden die Gerichtsherrschaft Flaach-Volken erwarb. Seither führten die Waldkirch das Adelsprädikat.

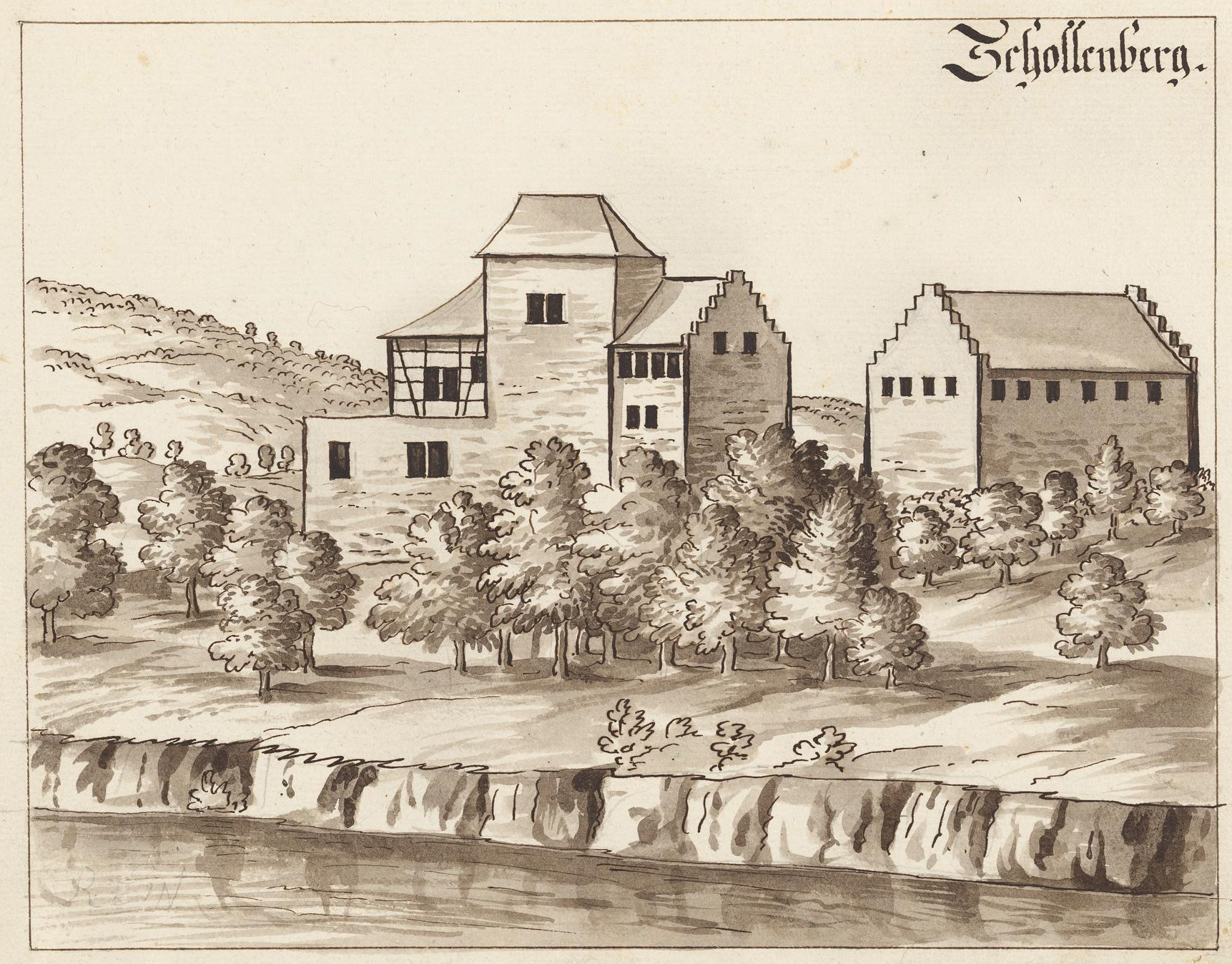
Schloss Schollenberg, ab 1839 Burgstall, Darstellung des 18. Jahrhunderts

Sein Sohn Hans von Waldkirch (urkundlich 1523–† 1547) war Mitglied des Kleinen Rats sowie Vogt von Neuhausen am Rheinfall, Herblingen, Buchthalen, Rüdlingen, Buchberg und Ellikon am Rhein, Beringen, Löhningen und Siblingen. 1526 kaufte er das Schloss Schollenberg bei Flaach. Von 1532 bis 1546 bekleidete er das Amt des Bürgermeisters der Stadt Schaffhausen, dann wurde er dessen enthoben, nachdem er im Rechtsstreit zwischen den Adeligen der Stadt und dem Rat für die Adeligen Partei ergriffen hatte.
In Schaffhausen befindet sich noch heute das Haus zum Ritter, mit den bedeutenden Spätrenaissance-Fassadenmalereien, die das Allianzwappen des Christoph von Waldkirch († 1570) und der Ursula May (verheiratet 1544) wiedergeben. Christoph von Waldkirch war durch seinen Schwiegervater Benedict May von Rued in den Besitz von dessen Gerichtsherrschaft Marthalen gekommen. Dadurch gehörte sie seit 1561 den Waldkirch von Schaffhausen, welche bis 1780 die Gerichtsherrlichkeit besaßen. Auch der in Schaffhausen geborene Basler Verleger Konrad von Waldkirch (1549–um 1615) entstammte dem Geschlecht.

### Die Familie im 18. und 19. Jahrhundert
Freiherr Johann Theodor von Waldkirch, kurpfalz-bayerischer Oberstjägermeister wurde 1780 von Kurfürst Karl Theodor beauftragt, einen abgezäunten Tiergarten, den heutigen Hirschgarten, in München anzulegen und wurde am 24. Juli 1790 in den Grafenstand erhoben.
Zum Besitz zählten das Gut Schermau in Niederbayern (im Erbgang an die Familie von Malsen gefallen) und Schloss Binau mit Burg Dauchstein am Neckar (1869 verkauft). Ferner Ende des 19. Jahrhunderts kurzzeitig Schloss Kolberg in Altötting.

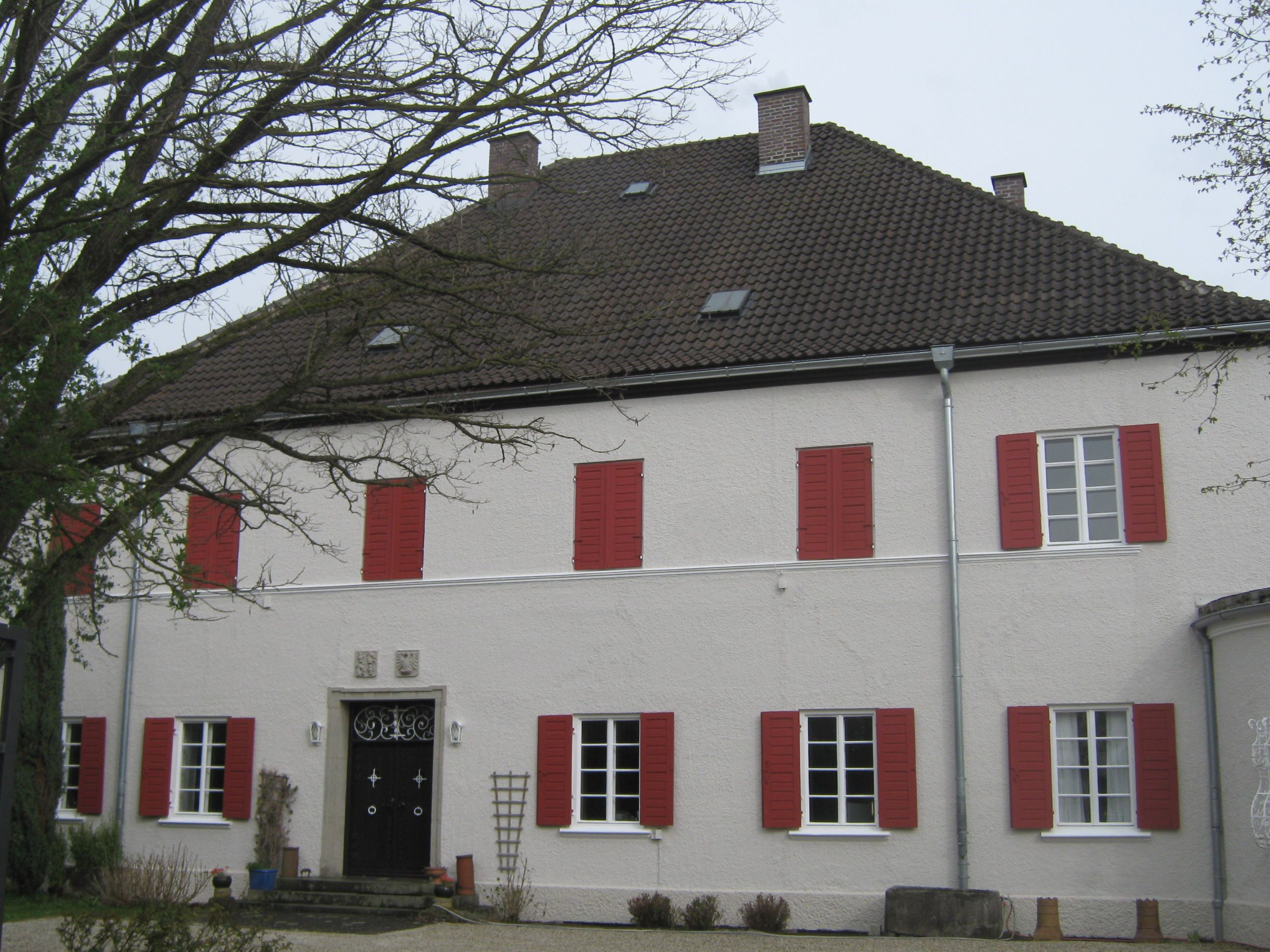
Schloss Schermau
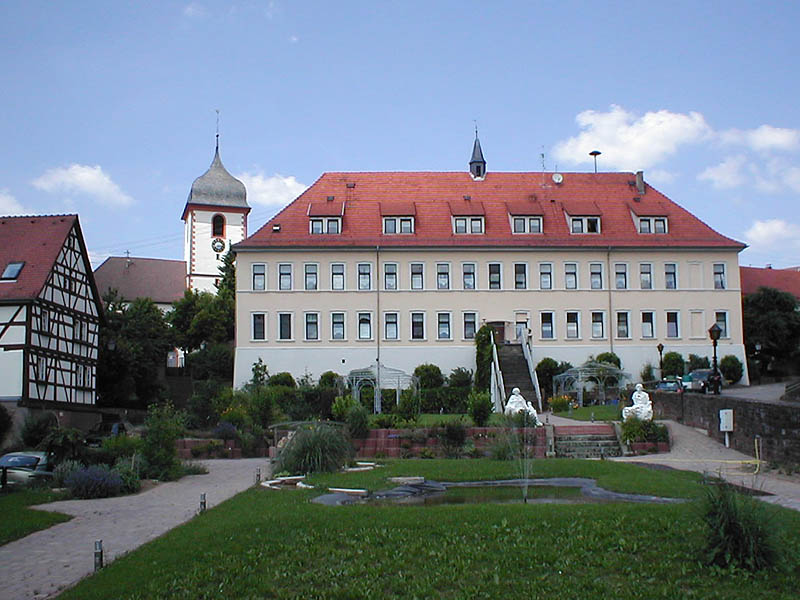
Schloss Binau – im 19. Jahrhundert im Besitz der Grafen von Waldkirch
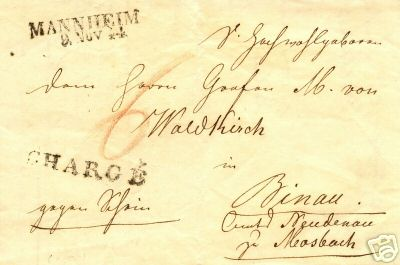
Brief an den Grafen Maximilian von Waldkirch zu Binau

Mit dem Tod von Graf Maximilian von Waldkirch 1886 in Stuttgart, einem Enkel des Grafen Johann Theodor, erlosch das Geschlecht im Mannesstamme. Mehrere Mitglieder der Familie waren Domherren in Regensburg, Augsburg und Freising, sowie Mitglieder im wittelsbacher Hausritterorden vom Heiligen Georg. Verwandtschaftliche Beziehungen bestanden im 18. und 19. Jahrhundert u. a. zu den Familien von Riaucour, Göler von Ravensburg, von Venningen, von Malsen-Waldkirch und von Godin.

### Stammliste

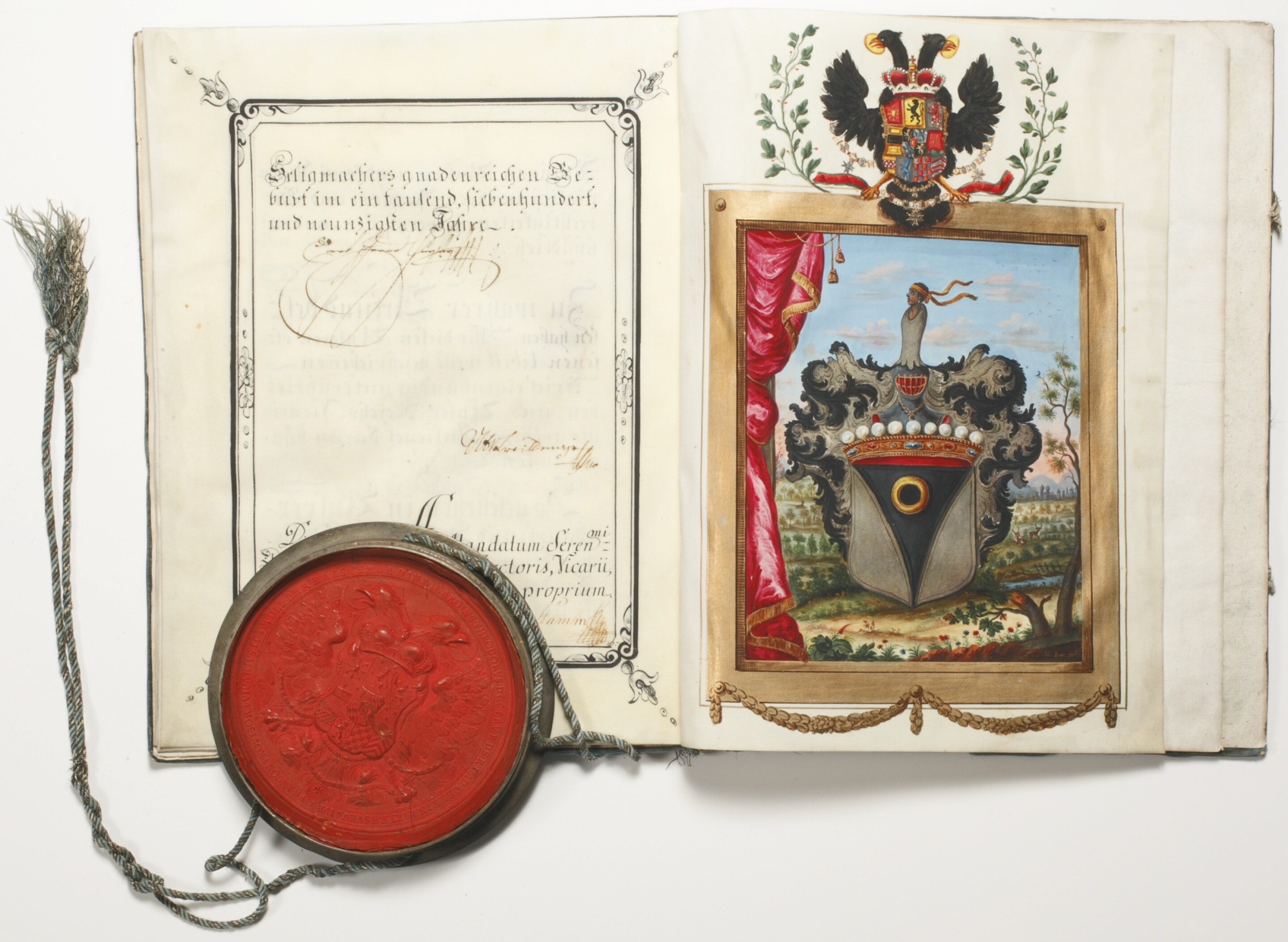
Wappen der Grafen von Waldkirch

(nach Edmund von der Becke-Klüchtzner, 1886)
Johann Theodor Maria Reichsgraf v. Waldkirch (1720–1802) ⚭ Gabriele Freiin von Westernach (um 1735–1791)
1. Clemens August Graf v. Waldkirch (1757–1840) ⚭ Maria Anna Elisabeth Gräfin von Riaucour (1770–1811)
  1. Friederike Gräfin v. Waldkirch
  2. Gabriele Gräfin v. Waldkirch (1791–1878) ⚭ Freiherr v. Magerl
  3. Maximilian Graf v. Waldkirch (1804–1886) ⚭ I. Friederike Charlotte von Abel; ⚭ II. Stephanie Freiin v. Venningen; ⚭ III. Amalie Lauterwasser
    1. Emma Gräfin v. Waldkirch (1844–1894) ⚭ Ludwig Freiherr Göler von Ravensburg (1833–1894)
    2. Clemens Graf v. Waldkirch (1848–1874)

  4. Klemens August Graf von Waldkirch (1806–1858) ⚭ Mathilde Freiin von Magerl
    1. Amalie Gräfin v. Waldkirch (1841–1845)
    2. Wilhelmine Gräfin v. Waldkirch (1844–1899) ⚭ Ludwig Freiherr von Malsen, Oberstkämmerer[7]
      1. Konrad Freiherr v. Malsen-Waldkirch (1869–1913)[8]

    3. Franz Graf v. Waldkirch (1845–1870)
    4. Irene Gräfin v. Waldkirch ⚭ I. Freiherr Schenk von Stauffenberg; ⚭ II. Freiherr von Godin
    5. Carl Graf v. Waldkirch (1852–1877)
2. Christoph Graf v. Waldkirch
3. Maximilian Graf v. Waldkirch (1763–1845) Domherr zu Augsburg
4. Maria Anna Gräfin v. Waldkirch ⚭ Graf von Preysing
5. Hubert Clemens Graf v. Waldkirch (1768–…) Domherr zu Regensburg
6. Johann Baptist Graf v. Waldkirch (1770–1847) Kgl. bay. Generalleutnant
7. Augustin Theodor Graf v. Waldkirch (1776–1855)

## Wappen
Das Wappen der Familie zeigt in Silber eine mit einem goldenen Ring belegte, absteigende, eingebogene schwarze Spitze. Eine Abbildung findet sich in Johann Siebmachers Wappenbuch von 1605. An dem Waldkirchschen Haus (erbaut 1602) in Rheinau ist das Wappen der Erbauer: von Waldkirch–Muntprat angebracht.

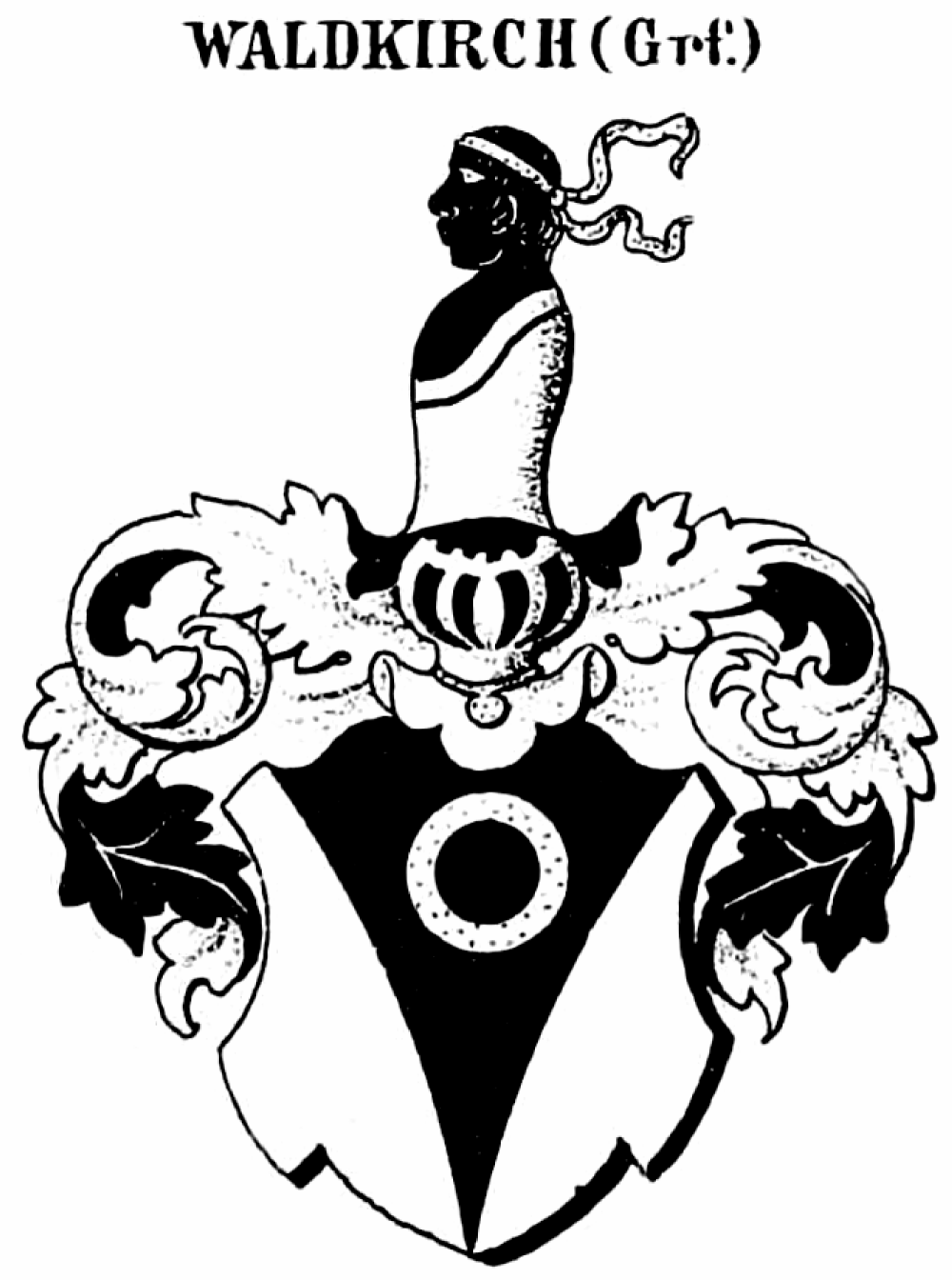
Wappen derer von Waldkirch
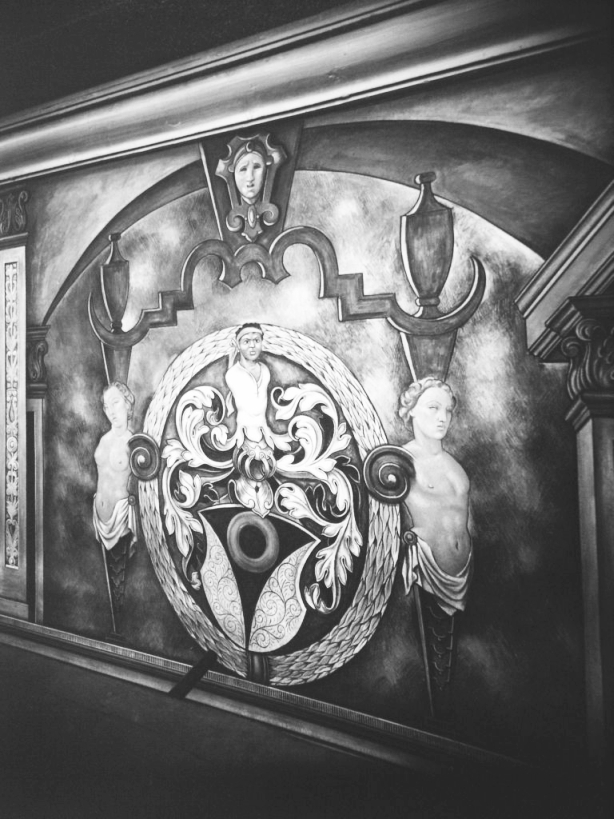
Wappen der Herren von Waldkirch (Detailansicht "Haus zum Ritter" in Schaffhausen)
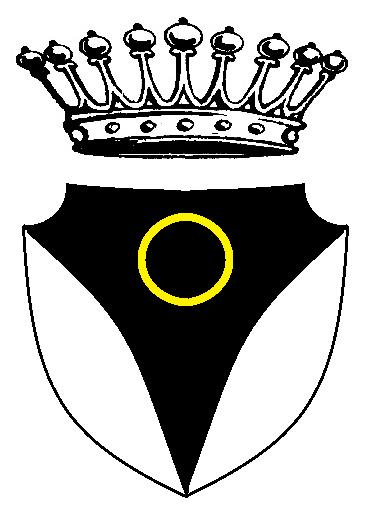
Wappen der Grafen von Waldkirch

## Namensträger
- Elisabeth von Waldkirch († 1624), Priorin des Dominikanerinnenklosters St. Markus (Markuskloster) in Würzburg
- Klemens August Graf von Waldkirch (* 7. Februar 1806; † 15. Dezember 1858), bayerischer Diplomat und Staatsmann

Siehe auch:
- Konrad von Malsen-Waldkirch (1869–1913), Gutsbesitzer und Mitglied des Deutschen Reichstags